# استیو ایتون
استیو ایتون (انگلیسی: Steve Eaton؛ زادهٔ ۲۵ دسامبر ۱۹۵۹) بازیکن فوتبال اهل بریتانیا است.
از باشگاه‌هایی که در آن بازی کرده‌است می‌توان به باشگاه فوتبال نورتویچ ویکتوریا و باشگاه فوتبال ترانمره راورز اشاره کرد.